# پروژه ام‌کی‌اولترا

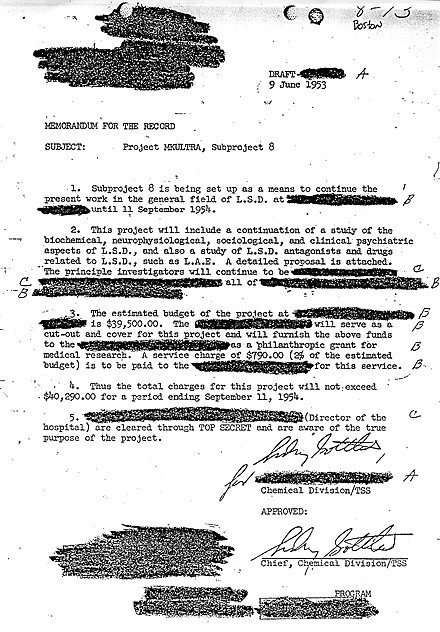
مدرکی دال بر استفاده از ال‌اس‌دی در پروژه اِم‌کِی‌اولترا

پروژه اِم‌کِی‌اولترا (به انگلیسی: Project MKULTRA)، اسم رمز برنامه‌ای مخفی و غیرقانونی برای تحقیق بر روی انسان در جستجوی تکنیک‌هایی جهت کنترل کامل ذهن بود که توسط دفتر اطلاعات علمی سیا انجام می‌شد. این برنامه رسمی دولت فدرال ایالات متحده آمریکا از سال ۱۹۵۰ آغاز شد و در طول دهه ۶۰ میلادی ادامه یافت. در جریان آن، از شهروندان آمریکایی و کانادایی به عنوان نمونه‌های آزمایشی استفاده می‌شد.
این پروژه در سال ۱۹۵۳ توسط سیدنی گوتلیب، شیمیدان ارشد سیا، ایجاد شد و او تا اوایل دهه ۶۰ میلادی بر اجرای آن نظارت داشت. گوتلیب طراح سموم و روش‌هایی نوآورانه برای استفادهٔ مخفیانه از آن‌ها بود و همچنین ریاست برنامه‌ای را در سیا بر عهده داشت که ابزارهای پیشرفته برای جاسوسان طراحی می‌کرد.
او به‌عنوان رئیس پروژه بدنام MKULTRA، بر مجموعه‌ای از آزمایش‌های خطرناک – حتی مرگبار – نظارت داشت، از جمله: تجویز داروهای روان‌گردان، شکنجه بیماران روانی از طریق محرومیت حسی، و هدایت حرکات حیوانات با استفاده از الکترودهای کاشته‌شده در مغزشان. هدف اصلی او توسعه روش‌هایی برای کنترل ذهن بود.
پروژه MKUltra یکی از عجیب‌ترین و تاریک‌ترین فصل‌های تاریخ سرویس‌های اطلاعاتی ایالات متحده به‌شمار می‌رود. برنامه‌ای سری که از اوایل دهه ۱۹۵۰ آغاز شد و دامنهٔ آن به تحقیقاتی چون کنترل ذهن، تله‌پاتی، ادراک فراحسی (ESP)، جنگ روانی و «مشاهده از راه دور» گسترش یافت.
در طول یازده سال، هزاران آمریکایی در معرض آزمایش‌های غیراخلاقی و اغلب غیرقانونی قرار گرفتند تا تکنیک‌های مختلف کنترل ذهن از جمله پیام‌های پنهان، محرومیت حسی و استفاده از مواد توهم‌زا مورد ارزیابی قرار گیرد.

## زمینه و اهداف تاریخی
پروژه MKUltra در دوره‌ای از تنش شدید ژئوپلیتیکی میان ایالات متحده و اتحاد جماهیر شوروی شکل گرفت. به‌عنوان بخشی از استراتژی گسترده‌تر جنگ سرد، سیا قصد داشت در حوزه‌های اطلاعاتی و روانی برتری پیدا کند. هدف اولیهٔ این پروژه، توسعه روش‌هایی برای کنترل رفتار انسان بود که بتوان از آن‌ها در بازجویی‌ها، عملیات جاسوسی و ضدجاسوسی بهره گرفت.
پس از پایان جنگ جهانی دوم، نگرانی‌ها درباره استفاده شوروی از اسیران جنگی آمریکایی در آزمایش‌های ذهن و کنترل رفتار شدت گرفت. در پاسخ، آژانس اطلاعات مرکزی ایالات متحده پروژه MKUltra را راه‌اندازی کرد. از اواخر دهه ۱۹۴۰ تا اواخر دهه ۱۹۶۰، مقامات سیا آزمایش‌های رفتاری و کنترل ذهنی را روی افراد انسانی انجام دادند تا راهکارهایی برای مقابله با «سرم حقیقت» مورد ادعای شوروی بیابند.
بیش از ۱۰۰ آزمایش در قالب پروژه MKUltra صورت گرفت که بسیاری از آن‌ها بدون آگاهی یا رضایت شرکت‌کنندگان یا نهادهای درگیر انجام شدند.

## روش‌شناسی و آزمایش‌ها
روش‌شناسی پروژه MK-ULTRA متنوع و اغلب آزاردهنده بود. محققان طیف وسیعی از تکنیک‌ها را برای دستکاری و کنترل رفتار انسان به کار گرفتند، از جمله تجویز داروهایی مانند ال‌اس‌دی و سایر مواد روان‌گردان، استفاده از هیپنوتیزم، محرومیت‌های حسی، و الکتروشوک درمانی. هدف این روش‌ها برهم زدن حالات روانی افراد، تغییر ادراک آنها و آزمایش محدودیت‌های استقامت روانی بود. در طول مرحله آزمایش، اسناد و سوابق با دقت نگهداری می‌شدند، اگرچه بعداً بسیاری از آنها برای پنهان کردن گستردگی برنامه نابود شدند. ماهیت مخفیانه پروژه MK-ULTRA و عدم رضایت آگاهانه برای شرکت کنندگان، تخلفات اخلاقی عمیقی را که توسط افراد درگیر مرتکب شده‌اند، برجسته کرد.
این پروژه برای اولین بار در سال ۱۹۷۵ توسط کنگره آمریکا و از طریق تحقیقات کمیته چرچ و انجمن راکفلر برای عموم آشکار شد. تحقیقات با مشخص شدن این واقعیت که ریچارد هلمز رئیس سیا در سال ۱۹۷۳ تمام مدارک مربوط به ام‌کی‌اولترا را نابود کرده است، دچار مشکل شد. تحقیقات این دو کمیته تنها بر پایه اقرارهای افرادی که در این برنامه به‌طور مستقیم دخیل بوده‌اند و مدارک اندکی که از دستور نابودی هلمز باقی‌ماندند، انجام گرفت در واقع سیا بیشتر فایل‌های MKULTRA را عمداً نابود کرد.

## ذهن خوانی و کنترل ذهن با استفاده از امواج اسکالر
دی ان ای هر فردی دارای یک فرکانس خواص تشدید در حدود یک گیگا هرتز می‌باشد که مانند اثر انگشت هر فرد منحصر به فرد است. با استفاده از امواج الکترودینامیک اسکالر طولی که با سرعت نور منتشر می‌شوند و با استفاده از دکل تلفن همراه که فرکانسی در حدود یک گیگا هرتز دارد می‌توان با مغز افراد ارتباط برقرار کرد و موقعیت افراد را معین کرد. قربانیان کنترل ذهن تصور می‌کنند شکنجه و آزار الکترونیکی توسط تراشه انجام می‌شود حال آنکه کنترل ذهن توسط امواج اسکالر بدون واسط انجام می‌شود.